# Llei Paccionada Navarresa
Llei de Modificació de Furs de Navarra, més coneguda amb la denominació de Llei Paccionada Navarresa del 16 d'agost de 1841 va sorgir com a resultat de la Llei de confirmació de furs, de 25 d'octubre de 1839, que tractava de conciliar el manteniment del règim foral de Navarra amb el nou règim liberal instaurat per la Constitució espanyola de 1837.
La seva elaboració es va fer després d'una llarga negociació entre la Diputació de Navarra i el Govern, que en el moment de concloure l'acord estava presidit per Baldomero Espartero. José Yanguas y Miranda, secretari de la Diputació, va elaborar les bases que van formar després la llei. An Navarra s'ha interpretat que el contingut de la llei era un autèntic pacte que vinculava a l'Estat, igual que en el passat els Reis de Navarra estaven obligats a jurar i respectar els furs del Regne de Navarra. D'aquí la denominació de Llei Paccionada.
En aquesta llei s'accepta totes les reformes polítiques, institucionals, legislatives i judicials que la Monarquia Liberal estava realitzant, després de guanyar la Primera Guerra Carlina. Navarra va deixar de ser oficialment Regne i va passar a ser una de les 49 províncies que havia dividit el ministre Javier de Burgos el 1833. Desapareixien, per tant el virrei, les Corts de Navarra, la independència legislativa i judicial. Aquest procés va ser obertament criticat per Angel Sagaseta de Ilurdoz Garraza últim síndic de les Corts des del seu bandejament valencià.
Entre molts altres canvis es va establir el servei militar obligatori que va produir importants avalots, també es van traslladar les duanes de l'Ebre als Pirineus i es va perdre la capacitat d'emetre moneda. Només es van mantenir alguns assumptes fiscals i administratius per a gestionar per la Diputació provincial —que fins a 1836 havia estat la Diputació del Regne— Aquesta llei ha estat en vigor fins a l'establerta en 1982 amb el Amillorament del Fur.

## Controvèrsies sobre el caràcter pactat o paccionat
L'objectiu de conciliar la "unitat constitucional" de la monarquia espanyola i la legislació privativa foral de Navarra, va suscitar la controvèrsia de la prevalença de poders. Poden agrupar-se tres opinions: 
1º Llei ordinària. La llei va ser aprovada per les Corts Generals d'Espanya com altra llei qualsevol, la seva caràcter jurídic és de llei ordinària, dictada per la sobirania del poble espanyol en les seves Corts i, per tant, pot tenir el tractament ordinari previst per a ser modificada o derogada. D'aquesta postura han participat: Cánovas del Castillo, Primo de Rivera, modernament Eduardo García de Enterría, Tomás-Ramón Fernandez i Martínez Tomás, i autors navarresos com Rafael Navascués, Pedro Larumbe, Demetrio Loperena i María Cruz Mina.
2a Llei pactada. En 1841 Navarra tenia condició de regne, en la negociació va haver contraprestacions i acords i la llei no pot ser alterada unilateralment per l'estat. D'aquesta opinió partició el general Joan Prim i Práxedes Mateo Sagasta, José Alonso, navarrès, ministre de Justícia en 1841, Serafín Olave, Arturo Campión, Eladio Esparza, Aizpún Santafé, Rodriguez Garraza, Jaime Ignacio del Burgo i Víctor Manuel Arbeloa Muru.
3a Llei intermèdia. Si bé, d'una banda, la seva caràcter formal és de llei ordinària i no va haver pacte previ entre les parts anterior a la mateixa llei. Per una altra va haver voluntat política de convenir l'arranjament dels furs i respectar al màxim el convingut amb la Diputació, ja que això suposava la conversió del Regne de Navarresa en província de la Monarquia espanyola. D'aquesta opinió va participar Pablo Ilarregui i Fulgencio Barrina, ambdós negociadors comissionats per la Diputació de Navarra, i autors com Razquin o Ignacio Olábarri.